# Miško Mirković
Miško Mirković (cyr.: Мишко Мирковић, tur.: Mert Meriç, ur. 7 lipca 1966 w Tuzli) – serbski piłkarz występujący na pozycji obrońcy. Reprezentant Jugosławii. Posiada obywatelstwo tureckie.

## Kariera klubowa
Mirković karierę rozpoczynał w sezonie 1988/1989 w zespole OFK Beograd, grającym w drugiej lidze jugosłowiańskiej. W sezonie 1990/1991 awansował z nim do pierwszej ligi. W 1992 roku przeszedł do tureckiego Kocaelisporu. W pierwszej lidze tureckiej zadebiutował 23 sierpnia 1992 w wygranym 7:2 meczu z Kayserisporem. W sezonie 1996/1997 zdobył z zespołem Puchar Turcji. Graczem Kocaelisporu był przez osiem sezonów.
W 2000 roku Mirković odszedł do innego pierwszoligowca, Fenerbahçe SK. W sezonie 2000/2001 wywalczył z nim mistrzostwo Turcji, a sezonie 2001/2002 wicemistrzostwo Turcji. W 2002 roku został zawodnikiem Elazığsporu, również występującego w pierwszej lidze. Spędził tam sezon 2002/2003, a potem przeniósł się do drugoligowego już Kocaelisporu i tam w 2004 roku zakończył karierę.

## Kariera reprezentacyjna
W reprezentacji Jugosławii Mirković rozegrał dwa spotkania, oba w 1997 roku podczas towarzyskiego turnieju Korea Cup. Zadebiutował w niej 12 czerwca w wygranym 3:1 meczu z Ghaną, a po raz drugi wystąpił 16 czerwca przeciwko Korei Południowej (1:1).